# Tragique destin

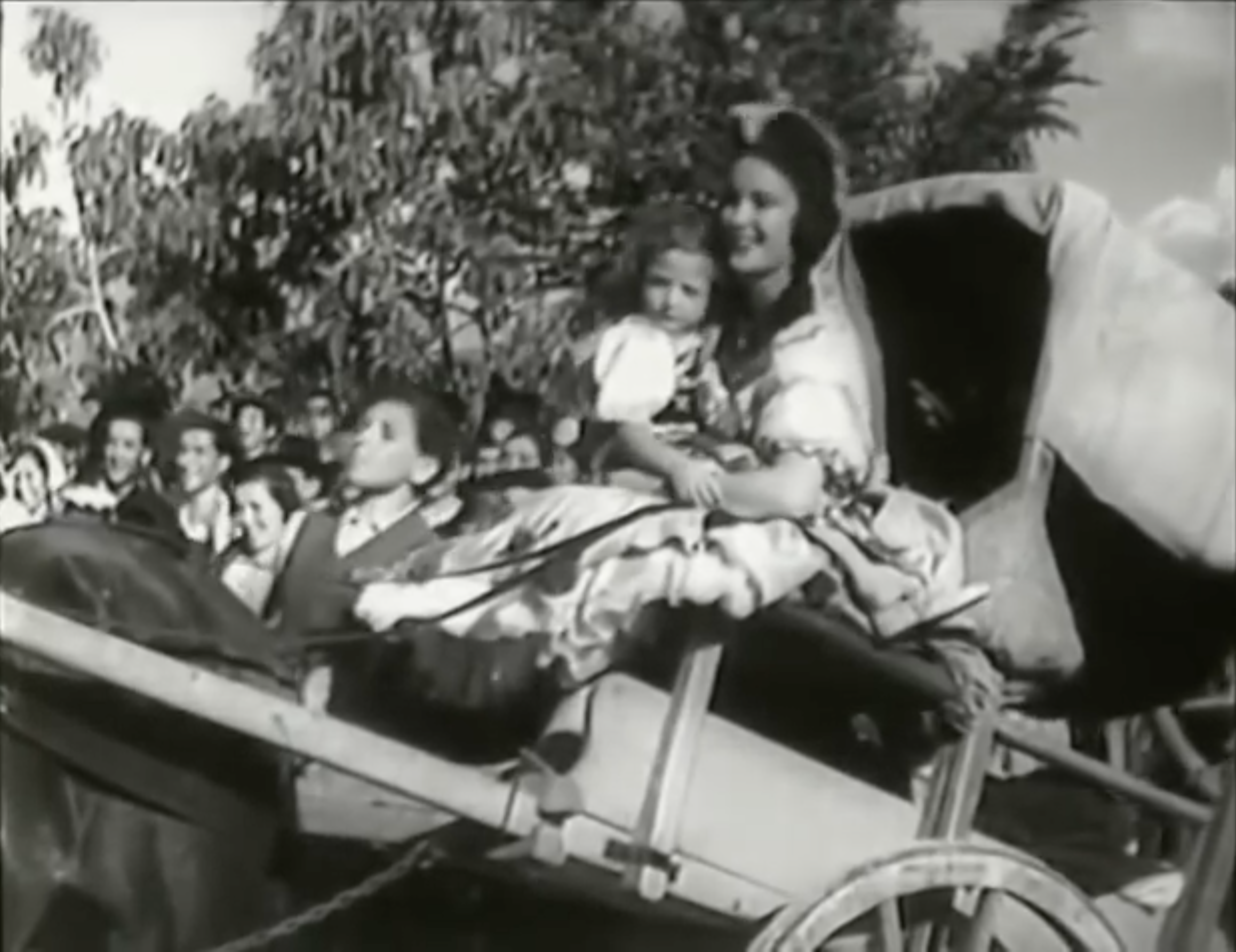
Alida Valli dans une scène du film

Tragique destin (I pagliacci) est un film italien réalisé par Giuseppe Fatigati, sorti en 1943.

## Synopsis
Le protagoniste principal tue sa femme et a fini de purger sa peine à l'occasion du mariage de sa fille...

## Fiche technique
- Titre : Tragique destin
- Titre original : I pagliacci
- Réalisation : Giuseppe Fatigati
- Scénario : Harald Bratt, Cesare Giulio Viola, Ruggero Leoncavallo (livret)
- Société de production : Tobis Filmkunst, Itala Film
- Distribution : Industrie Cinematografiche Italiane, Continental Motion Pictures Corporation, Francinex
- Musique : Ruggero Leoncavallo, Luigi Ricci, Willy Schmidt-Gentner
- Cinématographie : Fritz Arno Wagner
- Scènographie : Hans Kuhnert
- Montage : Jolanda Benvenuti
- Pays d'origine :
- Format : Noir et blanc - 1,37:1 - Mono
- Genre : Drame
- Durée : 90 minutes (2 450 mètres)
- Dates de sortie : 
  - Royaume d'Italie : 23 janvier 1943
  - Allemagne nazie : 28 mai 1943
  - France : 26 janvier 1948
  - États-Unis : 30 janvier 1948

## Distribution
- Beniamino Gigli
- Alida Valli
- Paul Hörbiger
- Dagny Servaes
- Karl Martell
- Gina Moneta Cinquini
- Tao Ferrari
- Angelo Ferrari
- Vera Julianelli Mazzotta
- Werner Pledath
- Lucie Höflich